# Mikko Iivanainen
Mikko Iivanainen (* 1975) ist ein finnischer Jazzgitarrist.
Iivanainen wurde 1998 als Mitglied des Improvisationstrios Free Control bekannt, mit dem er zwei Alben aufnahm. bei der zweiten Aufnahme begleitete die Gruppe die Sängerin Johanna Niemelä, die Iivanainens Ehefrau wurde. Mit ihr nahm er das Album Johanna Iivanainen auf, das 2004 erschien.
Mit Juhani Aaltonen und Klaus Suonsaari gründete er die Gruppe Nordic Trinity, deren Debütalbum Wonders Never Cease 2006 erschien. Außerdem nahm er als Sideman mit der Gruppe Kurkirku und der von Iro Haarla und Ulf Krokfors geleiteten Band Loco Motife auf.

## Diskographie
- Free Control mit Lasse Lindgren, Thomas Törnroos, 1998
- Free Control II mit Johanna Iivanainen, Lasse Lindgren, Mikko Kaakkuriniemi, 2000
- Johanna Iivanainen mit Lasse Lindgren, Mikko Kaakkuriniemi, Abdissa Assefa, Kimmo Pohjonen, Ville Riippa, 2004
- Loco Motife: Penguin Beguine, 2005
- Wonders Never Cease, Nordic Trinity, 2006
- Kirkuki: The Mesh, 2007
- Eternal Echoes, Nordic Trinity, 2008